# 廬山雲霧
廬山雲霧茶（ろざんうんむちゃ）は、中華人民共和国江西省九江市南部の名山廬山を産地とする緑茶である。いわゆる「中国十大銘茶」の一つ。
緑茶の一種でありその色は深緑で、形は細く揉捻され、香は漢方薬にも似ていることが特徴である。製法は、茶摘みの後、日本の緑茶のように直ちに蒸すのでも龍井茶のように直ちに煎るのでもなく、数時間の間だけ室内で萎凋される。この時の萎凋の程度によって廬山雲霧茶の風味が決定的に決まる。その後に茶葉内の酵素で発酵が進まないように、酵素を熱変性させ発酵を止める殺青＝釜煎りが行われる。日本の緑茶とは違い、蒸すのではなく、煎っている。殺青で製品としての茶葉の色が決められるが、その温度は、160 - 180度で、3 - 5分程度、他の名茶と同様に職人の勘で決まることが多い。茶葉を冷やすと同時に、茶の味を均等にする爲の揉捻を行う。その後、機械の熱で乾燥させ、残りの水分を取ると、廬山雲霧茶が完成する。
廬山雲霧茶の産地は、廬山のみに限定されない。周辺一帯の茶畑で製造されていることから、有名な割に、安価な製品が出回っている。茶行で廬山雲霧茶を置いてない場合など、味と香の近い三杯香を勧められることがある。ただ、この三杯香は、その名の通り、三杯程度しか味と香がなく、簡単に出涸らしとなる。
煎れ方は、龍井茶を参照。
明朝の李時珍著『本草綱目』の茗（「茗」は茶の別名）の部に、「廬山之雲霧」とあるのが初出である。